# Salts als Jocs Olímpics d'estiu de 1904 - Palanca
El salt de palanca fou una de les dues proves de salts que es disputà dins el programa dels Jocs Olímpics de Saint Louis (Missouri) del 1904. Aquesta fou la primera vegada que es disputaren proves de salts en uns Jocs Olímpics. La prova es va disputar el dimecres 7 de setembre de 1904. Hi van prendre part cinc saltadors procedents de dos països. Braunschweiger es negà a disputar una eliminatòria per desempatar la medalla de bronze, cosa que va fer que en un primer moment la medalla sols fos atorgada a Kehoe. Amb tot, actualment la base de dades del Comitè Olímpic Internacional també anomena Braunschweiger com a medallista de bronze.

## Medallistes
| Or                   | Plata                | Bronze                                          |
| George Sheldon (USA) | Georg Hoffmann (GER) | Alfred Braunschweiger (GER) · Frank Kehoe (USA) |

## Resultats
| Posició | Saltador                    | Puntuació  |
| ------- | --------------------------- | ---------- |
| 1       | George Sheldon (USA)        | 12.66      |
| 2       | Georg Hoffmann (GER)        | 11.66      |
| 3       | Alfred Braunschweiger (GER) | 11.33      |
| 3       | Frank Kehoe (USA)           | 11.33      |
| 5       | Otto Hooff (GER)            | Desconegut |